# Femeia de la Huldremose

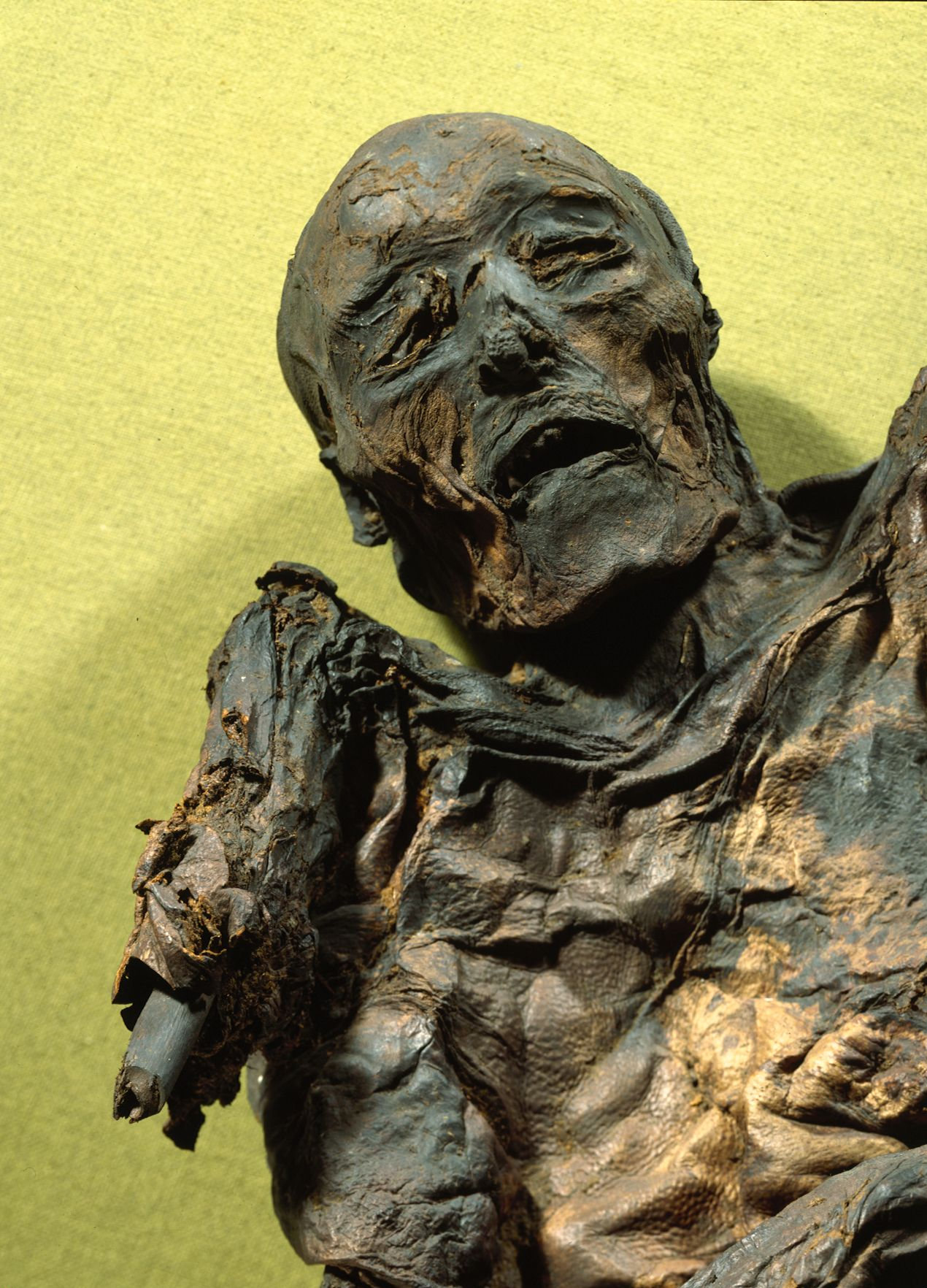
Partea superioară a corpului femeii de la Huldremose

Femeia de la Huldremose este un cadavru recuperat în 1879 dintr-o turbărie lângă Ramten, în Iutlanda, Danemarca. Analiza prin datare cu carbon-14 a revelat că femeia a trăit în Epoca fierului, între 160 î.Hr. și 340 d.Hr. Rămășițele mumificate sunt expuse la Muzeul Național al Danemarcei. Hainele purtate de femeia de la Huldremose au fost reconstituite și expuse în mai multe muzee.

## Descoperirea

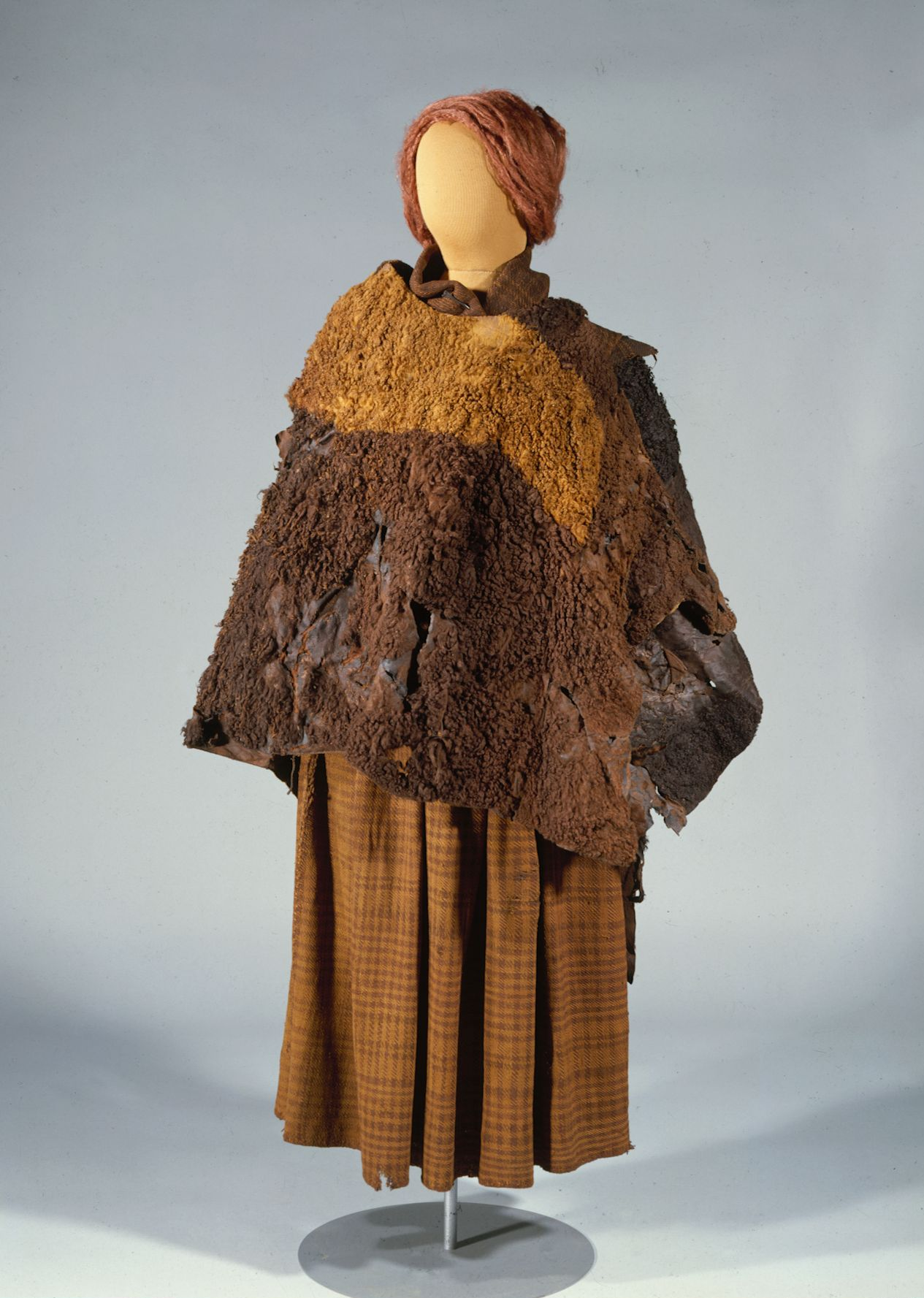
Îmbrăcămintea femeii de la Huldremose

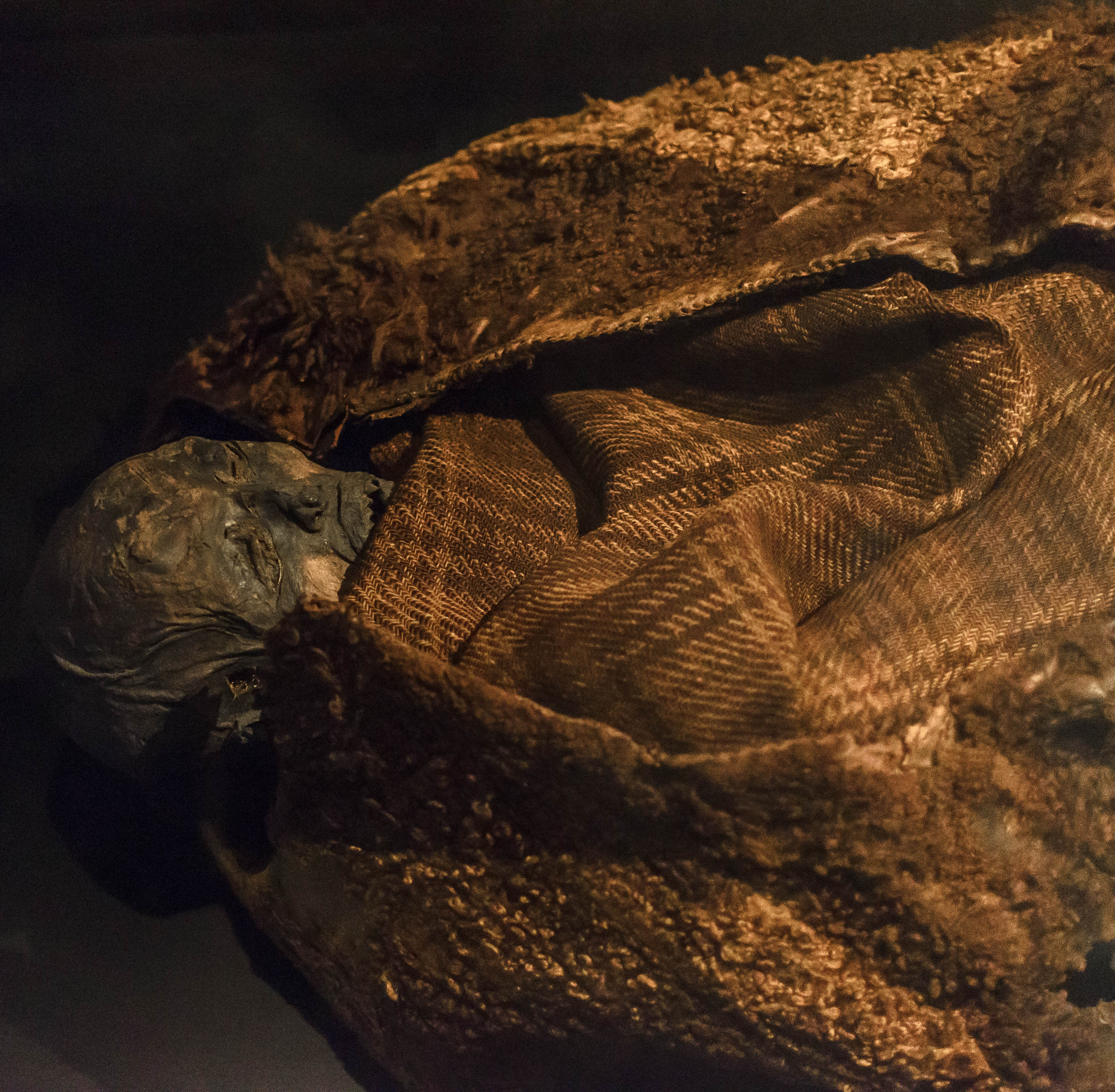
Femeia de la Huldremose expusă la Muzeul Național al Danemarcei din Copenhaga

Pe 15 mai 1879, cadavrul a fost descoperit de Niels Hanson, pe atunci profesor la Ramten, în Danemarca, după ce a săpat un metru în turbă. Hanson a raportat descoperirea unui coleg profesor, care a informat poliția și un farmacist, care a transportat cadavrul într-un hambar din apropiere pentru a fi examinat. Cadavrul a fost apoi predat Muzeului Național din Copenhaga.